# Interclubs 2009/10
Die Interclubs 2009/10 war die belgische Mannschaftsmeisterschaft im Schach.
Meister wurde der KSK 47 Eynatten, der nur gegen den Titelverteidiger Schachfreunde Wirtzfeld ein Unentschieden abgab. Die Wirtzfelder mussten sich mit dem zweiten Platz begnügen, da sie noch ein weiteres Unentschieden zuließen. Da durch Rückzüge zwei Plätze frei wurden, waren aus der Division 2 mit L’Echiquier Amaytois, dem SK Rapid Aalter, dem SC Jean Jaurès und der zweiten Mannschaft des KSK 47 Eynatten ausnahmsweise vier Mannschaften aufgestiegen, von denen Aalter und Jean Jaurès direkt wieder absteigen mussten. Außerdem zog Wirtzfeld seine Mannschaft zurück, so dass es zur kommenden Saison einen zusätzlichen Aufsteiger aus der Division 2 gab.
Zu den gemeldeten Mannschaftskadern siehe Mannschaftskader der Interclubs 2009/10.

## Spieltermine
Die Wettkämpfe wurden am 27. September, 18. Oktober, 8., 22. und 29. November 2009, 10. und 24. Januar, 7. und 28. Februar sowie am 7. und 21. März 2010 gespielt und fanden dezentral bei den beteiligten Vereinen statt.

## Modus
Die zwölf teilnehmenden Mannschaften spielten ein einfaches Rundenturnier. Über die Platzierung entschied zunächst die Anzahl der Mannschaftspunkte (zwei Punkte für einen Mannschaftssieg, ein Punkt für ein Unentschieden, kein Punkt für eine Niederlage) und dann die Zahl der Brettpunkte (drei Punkte für einen Sieg, zwei Punkte für ein Remis, ein Punkt für eine Niederlage, kein Punkt für eine kampflose Niederlage).

## Abschlusstabelle
| Pl. | Verein                                                 | Sp | G  | U | V | MP    | Brett-P. |
| --- | ------------------------------------------------------ | -- | -- | - | - | ----- | -------- |
| 01. | KSK 47 Eynatten I. Mannschaft                          | 11 | 10 | 1 | 0 | 21:1  | 213      |
| 02. | Schachfreunde Wirtzfeld (M)                            | 11 | 9  | 2 | 0 | 20:2  | 221      |
| 03. | Koninklijke Gentse Schaakkring Ruy Lopez               | 11 | 8  | 1 | 2 | 17:5  | 196      |
| 04. | L’Echiquier Amaytois (N)                               | 11 | 7  | 0 | 4 | 14:8  | 194      |
| 05. | Borgerhoutse SK                                        | 11 | 6  | 0 | 5 | 12:10 | 179      |
| 06. | Koninklijke Brugse Schaakkring                         | 11 | 5  | 1 | 5 | 11:11 | 181      |
| 07. | KSK 47 Eynatten II. Mannschaft (N)                     | 11 | 4  | 2 | 5 | 10:12 | 159      |
| 08. | KSK Rochade Eupen-Kelmis                               | 11 | 4  | 1 | 6 | 9:13  | 178      |
| 09. | Cercle des Echecs de Charleroi                         | 11 | 3  | 1 | 7 | 7:15  | 158      |
| 10. | Cercle Royal des Echecs de Liège et Echiquier Liègeois | 11 | 2  | 0 | 9 | 4:18  | 144      |
| 11. | SK Rapid Aalter (N)                                    | 11 | 2  | 0 | 9 | 4:18  | 138      |
| 12. | SC Jean Jaurès (N)                                     | 11 | 1  | 1 | 9 | 3:19  | 140      |

### Entscheidungen
|     | Belgischer Meister: KSK 47 Eynatten                                                                          |
|     | Absteiger in die Division 2: Schachfreunde Wirtzfeld (freiwilliger Rückzug), SK Rapid Aalter, SC Jean Jaurès |
| (M) | Meister der letzten Saison                                                                                   |
| (N) | Aufsteiger der letzten Saison                                                                                |

## Kreuztabelle
| Ergebnisse | Ergebnisse                                             | 01. | 02. | 03. | 04. | 05. | 06. | 07. | 08. | 09. | 10. | 11. | 12. |
| ---------- | ------------------------------------------------------ | --- | --- | --- | --- | --- | --- | --- | --- | --- | --- | --- | --- |
| 01.        | KSK 47 Eynatten I. Mannschaft                          |     | 16  | 20  | 19  | 19  | 17  | 20  | 17  | 23  | 19  | 22  | 21  |
| 02.        | Schachfreunde Wirtzfeld                                | 16  |     | 16  | 19  | 24  | 19  | 21  | 18  | 22  | 21  | 23  | 22  |
| 03.        | Koninklijke Gentse Schaakkring Ruy Lopez               | 12  | 16  |     | 15  | 18  | 17  | 19  | 19  | 19  | 17  | 22  | 22  |
| 04.        | L’Echiquier Amaytois                                   | 13  | 13  | 17  |     | 21  | 13  | 23  | 11  | 17  | 22  | 23  | 21  |
| 05.        | Borgerhoutse SK                                        | 13  | 8   | 14  | 11  |     | 19  | 21  | 19  | 15  | 23  | 18  | 18  |
| 06.        | Koninklijke Brugse Schaakkring                         | 15  | 13  | 15  | 19  | 12  |     | 16  | 18  | 19  | 19  | 15  | 20  |
| 07.        | KSK 47 Eynatten II. Mannschaft                         | 12  | 11  | 13  | 9   | 8   | 16  |     | 16  | 19  | 19  | 17  | 19  |
| 08.        | KSK Rochade Eupen-Kelmis                               | 15  | 14  | 13  | 21  | 13  | 14  | 16  |     | 20  | 18  | 15  | 19  |
| 09.        | Cercle des Echecs de Charleroi                         | 9   | 10  | 13  | 14  | 16  | 13  | 13  | 12  |     | 20  | 22  | 16  |
| 10.        | Cercle Royal des Echecs de Liège et Echiquier Liègeois | 13  | 11  | 14  | 10  | 8   | 13  | 13  | 14  | 12  |     | 19  | 17  |
| 11.        | SK Rapid Aalter                                        | 10  | 9   | 10  | 9   | 14  | 17  | 14  | 17  | 10  | 13  |     | 15  |
| 12.        | SC Jean Jaurès                                         | 11  | 9   | 10  | 10  | 14  | 12  | 13  | 13  | 16  | 15  | 17  |     |

## Die Meistermannschaft
| 1.            | KSK 47 Eynatten |
| Schachfiguren | Oleksandr Holoschtschapow, Igor Khenkin, Serhij Fedortschuk, Wiktor Michalewski, Christopher Lutz, Erik van den Doel, Jurij Drosdowskyj, Bogdan Lalić, Robin Swinkels, Daniel Hausrath, Ádám Horváth, Dmytro Komarow, Michail Saizew, Felix Levin, Gerhard Schebler, Martijn Dambacher, Swetlin Mladenow, Matthias Röder, Petar Drentschew, Richard Polaczek, Alexander Aljonkin, Michael Hammes, Christian Braun, Guido Kern, Aleksej Litwak, Jürgen Kaufeld, Holger Heimsoth. |